# 聚合酶

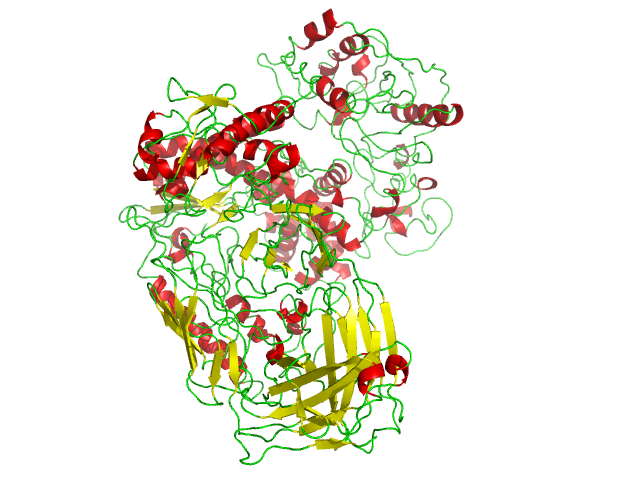
Taq DNA聚合酶的结构

聚合酶 （英語：polymerase）是一类将小分子核苷酸聚合成大分子核酸聚合物的酶（EC编号2.7.7.6/7/19/48/49），通过与模板链进行碱基配对来实现复制，根据产物分子是DNA还是RNA可分为DNA聚合酶与RNA聚合酶。
而负责其它生物聚合物生成的酶没有被称为聚合酶不得不说是一个历史意外，例如负责氨基酸合成蛋白质的酶复合物被称为核糖体而不是“蛋白质聚合酶”。
一个著名的聚合酶是来自嗜热细菌水生栖热菌（Taq）的Taq DNA聚合酶（PDB 1BGX, EC 2.7.7.7）广泛用于分子生物学中的聚合酶链式反应技术。
其他知名的聚合酶包括：
- 末端脱氧核苷酸转移酶（TDT）：使抗体的重链具有多样性。
- 逆转录酶：一种由RNA逆转录病毒（如HIV）所使用的酶，能将其病毒RNA逆转录为互补DNA从而可被整合到宿主细胞的DNA中。它也成为抗病毒药物的主要靶标。

## 例子
- DNA聚合酶
  - DNA聚合酶I
  - DNA聚合酶II
  - DNA聚合酶Ⅲ全酶
  - DNA聚合酶IV (DinB) – SOS修复聚合酶
- RNA聚合酶
  - RNA聚合酶I
  - RNA聚合酶II
  - RNA聚合酶III
  - T7 RNA聚合酶